# Hamlet (Carolina del Nord)
Hamlet és una població dels Estats Units a l'estat de Carolina del Nord. Segons el cens del 2000 tenia 6.018 habitants.

## Demografia
Segons el cens del 2000, Hamlet tenia 6.018 habitants, 2.453 habitatges i 1.682 famílies. La densitat de població era de 460,1 habitants per km².
Dels 2.453 habitatges en un 30,2% hi vivien nens de menys de 18 anys, en un 44,4% hi vivien parelles casades, en un 20% dones solteres, i en un 31,4% no eren unitats familiars. En el 28,3% dels habitatges hi vivien persones soles el 13,4% de les quals corresponia a persones de 65 anys o més que vivien soles. El nombre mitjà de persones vivint en cada habitatge era de 2,44 i el nombre mitjà de persones que vivien en cada família era de 2,98.
Per edats la població es repartia de la següent manera: un 26% tenia menys de 18 anys, un 8,5% entre 18 i 24, un 25,2% entre 25 i 44, un 23,9% de 45 a 60 i un 16,5% 65 anys o més.
L'edat mediana era de 38 anys. Per cada 100 dones de 18 o més anys hi havia 80,5 homes.
La renda mediana per habitatge era de 29.013 $ i la renda mediana per família de 36.234 $. Els homes tenien una renda mediana de 28.958 $ mentre que les dones 23.397 $. La renda per capita de la població era de 14.764 $. Entorn del 18,4% de les famílies i el 22,2% de la població estaven per davall del llindar de pobresa.

## Personatges il·lustres
- John Coltrane (1926 - 1967) saxofonista de jazz

## Poblacions més properes
El següent diagrama mostra les poblacions més properes.